# Cecerleg járás (Hövszgöl)
Cecerleg járás (mongol nyelven: Цэцэрлэг сум) Mongólia Hövszgöl tartományának egyik járása. Területe 7400 km². Népessége kb. 6500 fő.
Székhelye Halban (Халбан), mely 209 km-re fekszik Mörön tartományi székhelytől.